# Greenwayodendron suaveolens
Greenwayodendron suaveolens (Engl. & Diels) Verdc. – gatunek rośliny z rodziny flaszowcowatych (Annonaceae Juss.). Występuje naturalnie w Nigerii, Kamerunie, Republice Środkowoafrykańskiej, Gwinei Równikowej, Gabonie, Kongo, Demokratycznej Republice Konga, Angoli, Ugandzie oraz Tanzanii. 

## Morfologia
PokrójZrzucające liście drzewo dorastające do 10–27 m wysokości. Kora jest gładka. Młode pędy są owłosione.
LiścieMają podłużnie eliptyczny lub eliptyczny kształt. Mierzą 4–12 cm długości oraz 1,5–5 cm szerokości. Nasada liścia jest klinowa lub zaokrąglona. Blaszka liściowa jest o spiczastym wierzchołku. Ogonek liściowy jest mniej lub bardziej owłosiony i dorasta do 2–5 mm długości.
KwiatySą pojedyncze lub zebrane po 2–8 w pęczki, rozwijają się w kątach pędów. Działki kielicha mają kształt od owalnego do półkolistego i dorastają do 2 mm długości. Płatki mają podłużnie równowąski lub lancetowaty kształt i żółtą lub zielonobiaławą barwę, osiągają do 10–30 mm długości. Kwiaty męskie mają 20–40 pręcików, a obupłciowe 5–12 pręcików i 13–20 owocolistków o podłużnie równowąskim kształcie i długości 2 mm.
OwocePojedyncze mają kulisty lub elipsoidalny kształt, zebrane po 8–10 w owoc zbiorowy. Są mięsiste, osadzone na szypułkach. Osiągają 12–18 mm długości i 9–15 mm szerokości. Mają ciemnobrązową lub czerwonopurpurową barwę.

## Biologia i ekologia
Rośnie w wilgotnych lasach. Występuje na wysokości około 1100 m n.p.m.